# مانيو ديل مورال
مانيو ديل مورال فرنانديز (بالإسبانية: Manu del Moral)‏ (مواليد 25 فبراير 1984 في جيان - إسبانيا) لاعب كرة قدم إسباني يلعب حاليا لصالح نادي الدرجة الأولى إشبيلية الإسباني منذ 2011 في مركز المهاجم كما يجيد اللعب في مركز الجناح الأيمن .

## روابط خارجية
- مانيو ديل مورال على موقع الاتحاد الدولي (مؤرشف)  (الإنجليزية)
- مانيو ديل مورال على موقع قاعدة بيانات كرة القدم.إي يو (الإنجليزية)
- مانيو ديل مورال على موقع ليكيب (الفرنسية)
- مانيو ديل مورال على موقع ناشيونال فوتبول تيمز (الإنجليزية)
- مانيو ديل مورال على موقع Soccerway.com (الإنجليزية)
- مانيو ديل مورال على موقع عالم كرة القدم.نت (الإنجليزية)
- مانيو ديل مورال على موقع AS.com (الإسبانية)